# Юлляс
Ю́лляс (фин. Ylläs) или Ю́ллясту́нтури (фин. Yllästunturi) — сопка (тунтури, фьельд) высотой 719 метров в Финляндии на западе провинции Лапландия в муниципалитете Колари.
У подножия сопки на противоположных сторонах находятся две деревни: Акасломполо (фин. Äkäslompolo) на севере и Юллясярви (фин. Ylläsjärvi) на юге. Они соединены дорогой длиной 11 км, проходящей вокруг горы. Обе деревни получают основную часть дохода от туризма.

## Центр лыжного туризма

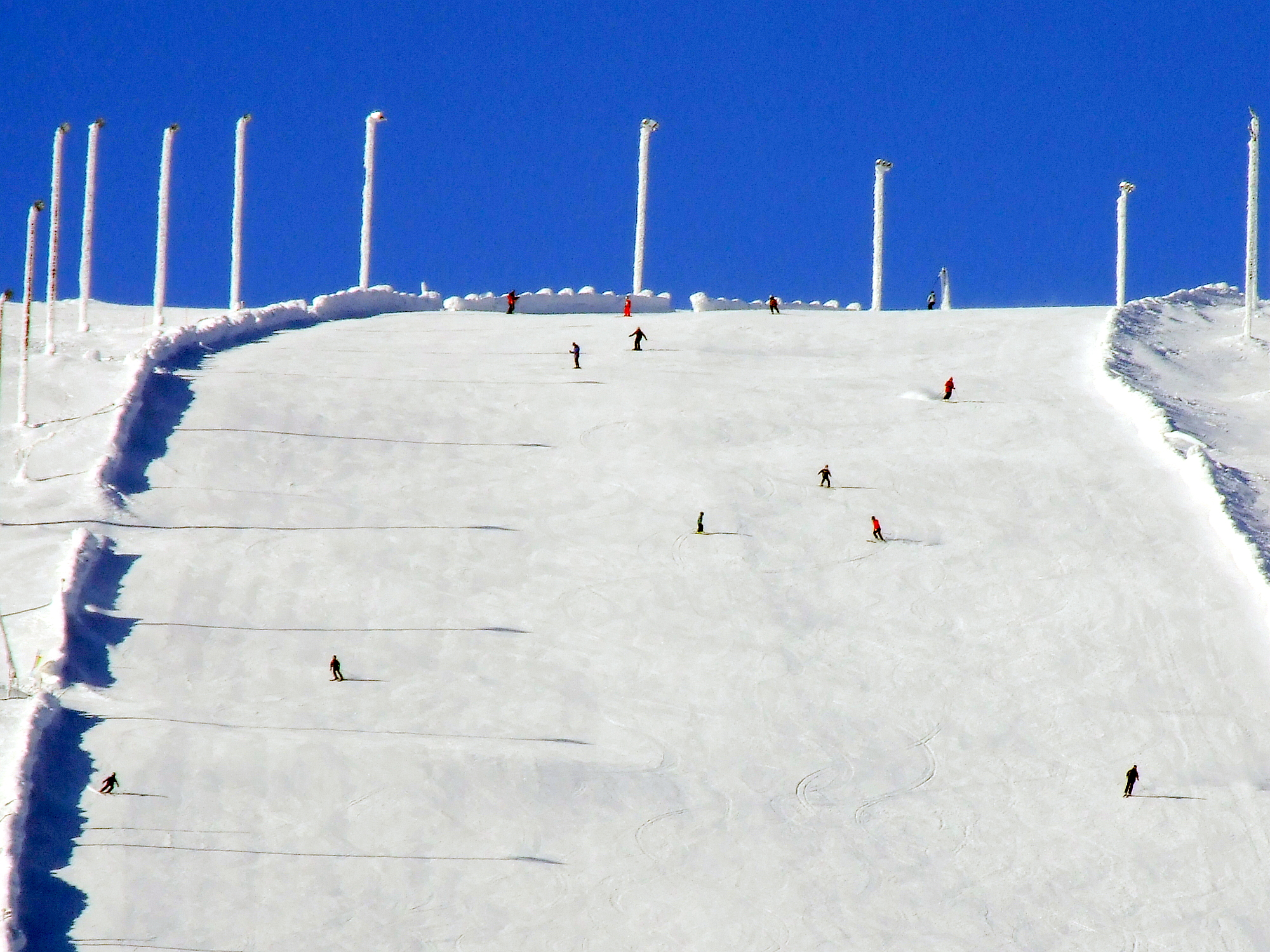
Горнолыжный спуск

Юлляс — популярный центр катания на горных и беговых лыжах. Регион известен слоганом «Юлляс — номер один!» (фин. Ylläs on ykkönen!). Многие фирмы в округе в своих названиях используют слово Юлляс.
Юллястунтури — единственная сопка в Финляндии, где расположены сразу два горнолыжных курорта: Sport Resort Ylläs (лыжный центр Iso-Ylläs) со стороны Юллясярви и Ylläs Ski Resort (лыжный центр Y1) со стороны Акасломполо.
Поблизости от Юлляса имеются другие сопки:
Кукастунтури 477 м, Лайниотунтури 613 м, Куертунтури 446 м, Кесянкитунтури 535 м, Пюхятунтури 490 м, Аакенустунтури 565 м.

## Транспорт
Ближайшая железнодорожная станция — Колари находится центре муниципалитета Колари. Ближайшие аэропорты: аэропорт Киттиля в соседнем муниципалитете Киттиля и аэропорт Паяла-Юлляс в шведском муниципалитете Паяла.